# Fernando Gaitán
Fernando Gaitán Salom (Bogotá, 9 de noviembre de 1960-Bogotá, 29 de enero de 2019) fue un guionista colombiano y productor de telenovelas y series de televisión.
Escribió algunas de las telenovelas más exitosas de la televisión colombiana, entre ellas Yo soy Betty, la fea, considerada por el libro Guinness World Records como la telenovela más exitosa de la historia, al ser emitida en más de 180 países, contar con doblaje a veinticinco idiomas y veintiocho adaptaciones alrededor del mundo.

## Biografía

### Primeros años
Fernando Gaitán Salom nació el 9 de noviembre de 1960 en Bogotá, Colombia; fue el tercer hijo de Julio Enrique Gaitán y María Teresa Salom, además de Clara, Henry, y Sandra.
Fernando Gaitán solía ser un niño solitario al cual le gustaba escuchar música y observar el comportamiento de la gente. A los nueve años construyó una ciudad con tapas de gaseosas, y a los diez pensó que se había quedado ciego luego de que se apagaran las luces del lugar donde dormía. De la misma forma, durante toda su vida, se caracterizó por la dificultad de pronunciar la letra ‘r’ y porque hablaba suave y entre murmullos.
En 1976 Fernando Gaitán conoció a Esperanza González, la cual se convertiría en su esposa tres años después. La pareja estuvo casada hasta el año 2000.
Hizo su primera comunión en el Colegio Washington School y se graduó de bachiller del Colegio León de Greiff en 1979.

### Trayectoria
Ese mismo año Fernando Gaitán comenzó su carrera como periodista en el periódico El Tiempo, del cual formaría parte del equipo de unidad investigativa del periódico.
Cuando tenía 22 años se introdujo al mundo de la televisión, escribiendo libretos para programas de concurso. Comenzó a hacerse notar al escribir libretos de telenovelas como Laura por favor —su primer seriado— y Azúcar, pero no sería realmente reconocido hasta escribir en 1994 Café con aroma de mujer, telenovela que lo lanzaría a la fama, y de la cual se han hecho varias adaptaciones en México.
En 1998 Fernando Gaitán tuvo el mayor desacierto de su carrera con Carolina Barrantes, según sus propias palabras: 

Carolina Barrantes fue con la que peor me fue, marcó como 0,3 puntos de rating. Los errores me enseñaron. Aprendí a tener cuidado con las historias sombrías, a entender que no soy bueno para todo. Por ejemplo, aunque tengo hijas y nietos, no sé manejar niños. Aprendí que debo cuidar mucho las historias de amor. Ahora soy más exigente, trato de que la gente se enamore de ellas.

A pesar de esto Fernando Gaitán lograría recuperarse y en 1999 fue mundialmente reconocido por su telenovela Yo soy Betty, la fea, que logró cifras sin precedentes de sintonía en Colombia y que ha sido adaptada en muchos países del mundo. En 2002 Betty la fea ganó el Premio TP de Oro de España —uno de los más prestigiosos de ese país— a mejor telenovela.
En 2006 Fernando Gaitán estrenó en RCN Televisión su nueva telenovela llamada Hasta que la plata nos separe, que resultó ser todo un éxito, logrando excelentes niveles de audiencia, y varias adaptaciones en otros países.
Fernando Gaitán fue nombrado vicepresidente de productos de RCN Televisión en el año 2009, y en el 2010, a solo un año de su nombramiento, llevó a RCN Televisión a convertirse en el canal con más sintonía en el horario estelar, recuperando la punta en la que fallidamente había intentado posicionarse el canal desde 2008, cuando la perdió ante Caracol Televisión.
En 2010 trabajó en la novela A corazón abierto, en la adaptación del guion y supervisando la realización de escenas y diálogos. Esta se convertiría en su más grande éxito a nivel de audiencia, rompiendo los récords que había establecido con Yo soy Betty, la fea, con un promedio de 57,5 % de cuota de audiencia y 18,9 puntos de índice de audiencia personas, A corazón abierto se convirtió en la telenovela más vista en la historia de la televisión colombiana.
En ese mismo año inició un noviazgo con la actriz Maia Landaburu quien lo acompañaría en los últimos diez años de su vida y se convertiría en la madre de su tercer hijo, Valentín.
En 2014 renuncia a la vicepresidencia de producción de RCN Televisión, para dedicarse más a hacer guiones, aunque confirmó que continuaría asesorando al canal, pero se enfocaría en proyectos pendientes, entre otros, Profesión: Bruja, así como la versión mexicana de A corazón abierto para TV Azteca.
En 2019, Fernando fue convocado por Sony Pictures Television para crear varios proyectos juntos, entre ellos, una nueva versión de Yo soy Betty, la fea.

### Fallecimiento
El 29 de enero de 2019, falleció a sus 58 años, según amigos cercanos y familiares, a causa de un infarto en la Clínica del Country, localizada al norte de Bogotá. De hecho cuentan sus allegados que en el momento en que el infarto empezó, se encontraba contento escribiendo alguno de sus proyectos, por lo que se puede decir que este increíble escritor dejó este mundo haciendo lo que más amaba: escribir.  Durante muchos años luchó para dejar de ser un fumador empedernido.

## Yo soy Betty, la fea
Yo soy Betty, la fea, se convirtió en su telenovela más exitosa, rompió récord de sintonía en Colombia, posicionándose, hasta el 2004, como la telenovela más vista en la historia de la televisión privada de ese país, con un promedio de 17,4 puntos de índice de audiencia personas y una cuota de audiencia de 56,3 %, y dio lugar a una secuela en el año 2002 con el lanzamiento Ecomoda de Univision. Betty tuvo una sintonía promedio de 45 puntos hogares, con picos de hasta 54,7 puntos. Su éxito hizo que pautar un solo minuto de la novela costara 25 millones de pesos colombianos, mientras que la mayoría de novelas de RCN de aquella época costaban entre 11 y 12 millones de pesos la pauta por minuto. Gracias a esto, Betty dejaba ganancias estimadas entre 2800 y 3000 millones de pesos por mes.
Las adaptaciones de Betty no se hicieron esperar, en 2003 se estrenó en India la primera de las 22 adaptaciones que ha tenido hasta la fecha alrededor del mundo, como Verliebt in Berlin, en Alemania, La fea más bella en México, Lotte en Holanda, Ne Rodis Krasivoy en Rusia, Jassi Jaissi Koi Nahin en la India, Sensiz Olmuyor en Turquía, Maria, i Asximi en Grecia, Yo soy Bea en España, Ugly Betty en los Estados Unidos, Bela a Feia en Brasil, etc. Betty también tuvo una adaptación en dibujos animados, conocida como Betty Toons.
En el 2010 Betty entró al Libro Guinness de los récords como la telenovela más exitosa de la historia, al ser emitida en más de 100 países, contar con doblaje a 15 idiomas y 22 adaptaciones alrededor del mundo.

## Otros éxitos
Muchas otras producciones de Fernando Gaitán han tenido un importante éxito en la televisión Colombiana y en el exterior. 
La telenovela Café con aroma de mujer, que lo catapultó a la fama en 1994, ha sido transmitida en toda América Latina y cuenta ya con dos adaptaciones en México; la primera adaptación la hizo TV Azteca en 2001, con el nombre de Cuando seas mía, y la segunda adaptación la hizo Televisa en 2007, con el nombre de Destilando amor. Café logró importantes cifras de audiencia en Colombia, su máximo pico de sintonía fue de 48 puntos hogares.
En 2006 la telenovela Hasta que la plata nos separe, lograría también gran éxito en la televisión Colombiana, tuvo en promedio 13 puntos de índice de audiencia personas y 46,0 % de cuota de audiencia. En 2009 sería adaptada en México por Televisa, con el nombre de Hasta que el dinero nos separe; esta adaptación ganaría en su país el premio TVyNovelas a la mejor telenovela en 2010.
En 2010 la telenovela A corazón abierto, la cual Gaitán supervisó activamente, se posicionaría como la novela más vista en la historia de la televisión en Colombia, estableciendo nuevos récords con un promedio de 45,9 puntos de índice de audiencia hogares, 57,5 % de cuota de audiencia y 18,9 puntos de índice de audiencia personas. A corazón abierto es descrita por Gaitán como una «versión» y no una adaptación de Grey's Anatomy, atribuyendo su resonante éxito a lo bien que pudieron respetar la esencia de su trama y sus personajes, pero familiarizándolos al contexto colombiano.

## Grandes reconocimientos
En diversas partes del mundo sus secuelas se han mostrado al aire, en países como Alemania, India, Rusia, México, España y Holanda. Ha recibido múltiples premios y nominaciones en Colombia y a nivel internacional: Premio India Catalina (1993, 1994, 2000, 2001), Premio Simón Bolívar (1994), Premio El Tiempo (1999, 2000), Premio de Radio Caracas Televisión (2000), la Asociación Cronistas del Espectáculo de los Estados Unidos (1995), Premios GES y Premios INTE en Miami, FL (2002).
En 2010 Fernando Gaitán fue homenajeado en México por la cadena de televisión Grupo Televisa, en agradecimiento por sus aportes al mundo del entretenimiento.
En 2012 Gaitán es premiado con el Brandon Tartikoff Legacy, el prestigioso premio de la Natpe (Asociación Nacional de Ejecutivos de Programas de Televisión de Estados Unidos) por sus contribuciones al mundo de la televisión y el entretenimiento. Fue premiado junto a otras personalidades como Matthew Weiner, creador de la serie Mad Men y escritor de Los Soprano, o Dennis Swanson, directivo de Fox clave en la carrera de Oprah Winfrey. Gaitán fue reconocido como «un icono de la creatividad en la región» y se convirtió en el primer latino en recibir este reconocimiento.

## Filmografía para la televisión

### Escritor
- 1989 - Azúcar (segunda parte), Telenovela.
- 1990 - Laura por favor, Serie de TV.
- 1992 - La quinta hoja del trébol Serie de TV.
- 1993 - La fuerza del poder, Serie de TV.
- 1994 - Café con aroma de mujer, Telenovela.
- 1996 - Guajira, Telenovela.
- 1997 - Hombres (segunda parte), Telenovela.
- 1998 - Carolina Barrantes, Telenovela.
- 1999 - Francisco el Matemático, Telenovela.
- 1999 - Yo soy Betty, la fea, Telenovela.
- 2001 - Ecomoda, Serie de TV.
- 2001 - Cuando seas mía, Telenovela.
- 2006 - Hasta que la plata nos separe, Telenovela.
- 2007 - Destilando Amor - , Telenovela.
- 2009 - Hasta que el dinero nos separe , Telenovela.
- 2010 - A corazón abierto, Telenovela.
- 2011 - A corazón abierto, Versión Mexicana.
- 2019 - Betty en NY, adaptación.
- 2024 - Rojo carmesí, Telenovela

### Productor ejecutivo
- 2006 - Ugly Betty, episodio de televisión.
- 2017 - La ley del corazón, serie de televisión.
- 2017 - No olvidarás mi nombre, telenovela.